# Crocus thirkeanus
Crocus thirkeanus är en irisväxtart som beskrevs av Karl Heinrich Koch. Crocus thirkeanus ingår i släktet krokusar, och familjen irisväxter. Inga underarter finns listade i Catalogue of Life.